# Kulturplattform OÖ
Die KUPF OÖ – Kulturplattform Oberösterreich ist ein Dachverband, Interessenvertretung und Netzwerk von Kulturinitiativen in Oberösterreich. Ihr gehören 192 Kulturinitiativen (Stand September 2022) aus den verschiedenen Bereichen der Zeitkultur an.
Ziel der KUPF OÖ ist die ständige Verbesserung der Rahmenbedingungen für freie Kulturarbeit.

## Geschichte
Mit dem gesellschaftlichen Aufbruch der 1970er und 80er Jahre durch neue soziale Bewegungen entstanden auch in Oberösterreich kulturelle und zeitkulturelle, auf Selbstgestaltung der eigenen Lebensumwelt bedachte Gruppen und Initiativen. Nach dem Verständnis von basisorientierten Demokratisierungs- und Emanzipationsbewegungen handelte es sich vor allem um Initiativen in geographischen, sozialen und wirtschaftlichen Randgebieten.
Aus dem losen Zusammenschluss lokaler und regionaler Kulturinitiativen folgte 1984 die Gründung der Dachorganisation der Kulturinitiativen, die KUPF OÖ. Stand zuerst die Vernetzung kritischer Kräfte im Vordergrund, so entwickelte sich die KUPF OÖ – Kulturplattform Oberösterreich zu einer anerkannten Vertretung soziokultureller Arbeit.
Einer der bedeutendsten Erfolge der demokratischen Kulturbewegung, der sich die KUPF OÖ zugehörig fühlt, ist die Hebung des gesellschaftlichen Stellenwerts zeitgenössischer Kulturarbeit.
Seit Mitte der 1990er Jahre hat die KUPF OÖ ihre Vertretungsfunktion stark ausgeweitet und legt großes Augenmerk auf die Kulturarbeit von gesellschaftlich benachteiligten Gruppen.
Auch der Sektor der freien Medienarbeit als demokratische, pluralistische Kraft nimmt mittlerweile im Feld der Mitgliedsinitiativen der KUPF OÖ einen wichtigen Platz ein und fordert von der KUPF OÖ eine permanente Auseinandersetzung mit diesem Thema.
Die gesellschaftsgestaltende Kraft der KUPF OÖ stellen die Mitgliedsinitiativen in ihrer alltäglichen regionalen und überregionalen Arbeit dar, die wesentliche Beiträge zur Entwicklung zeitgenössischer Kunst- und Kulturproduktion, zu Demokratisierung und kultureller Teilhabe leisten.

## Mitglieder
Die Vielfalt der Mitgliedsinitiativen spiegelt die Bandbreite der zeit- und soziokulturellen Arbeit in Oberösterreich wider. Aktives Eingreifen und das Gestalten der Gesellschaft sowie das Hinterfragen bestehender Strukturen sind ein wichtiger Beitrag zur emanzipatorischen Entwicklung in den jeweiligen Regionen und ein Stück gelebte Demokratie.
Mitglied der KUPF OÖ kann jede oberösterreichische Kulturinitiative werden, die folgende Kriterien erfüllt:
- Gegenwarts- und zukunftsorientierte Kulturarbeit
- Vermittlung von Eigenproduktionen und Projekten
- Vermittlung und Ermöglichung zeitgenössischer Kunst und Kultur
- Inhaltliche und organisatorische Unabhängigkeit von Gebietskörperschaften, politischen Gremien und staatlichen Institutionen
- Unabhängigkeit von politischen Parteien und Glaubensgemeinschaften
- Gemeinnützigkeit
- Demokratisches Verhalten
- Selbstorganisation
- Positionierung gegen menschenverachtende ideologische Strömungen

## Aufgaben
Die Arbeit der KUPF OÖ wird von drei Säulen getragen:
- in der Kulturpolitik durch Aktives Mitgestalten zur Absicherung, Verbesserung und Weiterentwicklung der regionalen Kulturinitiativen in ihrer Vielfalt
- in der Gewerkschaft durch rasches reagieren auf legislative Veränderungen und Augenmerk auf die sozialen Kontexte selbstbestimmter Kulturarbeit und Unterstützung von Kulturinitiativen bei Problemen in der Kulturarbeit.
- durch Service für Mitgliedsvereine z. B. Mitgliederberatung, Weiterbildungsangebote für Kulturarbeiter (v. a. über die Kupfakademie).

Das Fundament der Arbeit der KUPF OÖ stellen die Mitgliedsvereine dar, auf deren Bedürfnissen die drei Säulen der KUPF basieren.

## Partnerschaften
Die KUPF OÖ ist Mitglied der IG Kultur Österreich als österreichische Interessenvertretung und nimmt Aufgaben als deren Landesvertretung wahr.